# Pierre Savignol
 (juillet 2013).
Pour les articles homonymes, voir Savignol.
Pierre Savignol est un chanteur classique français, né le 2 mars 1903 à Toulouse (Haute-Garonne) et mort le 25 mars 1990 dans cette même ville.
La carrière de cette basse chantante à l'aigu brillant et incisif, et aux graves profonds, se déroula pendant une cinquantaine d'années dans la plupart des grands théâtres lyriques français (Capitole de Toulouse, Opéra de Marseille, Grand Théâtre de Bordeaux, Opéra de Nice, Opéra de Strasbourg, Opéra de Lyon….) et européens (Liceo de Barcelone, Grand Théâtre de Genève, Opéra de Monte-Carlo, La Monnaie à Bruxelles….).
Membre de la troupe de l'Opéra Garnier et de l'Opéra-Comique (RTLN) il s'illustra dans tous les grands rôles de basse. Sa tessiture étendue et son timbre percutant lui permirent d'aborder plus particulièrement les rôles de Mephisto (Faust), Mephisto (La Damnation de Faust), Le roi (Lohengrin), Pimène (Boris Godounov), Frère Laurent (Roméo et Juliette), Wotan (la Walkyrie), le Langrave (Tannhäuser), Dapertutto (les Contes d'Hoffmann), Nilakhanta (Lakmé), Scarpia (Tosca), Basile (Le Barbier de Séville), Escamillo (Carmen), Phanuel (Hérodiade)…

## Biographie
Alors qu'il se destine a travailler dans l'aviation en tant qu'ingénieur, Pierre Savignol se découvre une voix. Sur les conseils d'amis, il se décide à s'inscrire aux cours de chant du Conservatoire de Toulouse dans la classe de Galinien. Il entre au Conservatoire de sa ville natale en 1924 d'où il sortira en 1927. À la suite d'une audition à l'Opéra de Nice, il est engagé en troupe dans ce théâtre. C'est en 1927 qu'il y débute dans le rôle de Nilakantha de Lakmé. 
Il sera ensuite en troupe à l'Opéra de Lyon, de Nancy, d'Alger et chantera dans la plupart des grands théâtres de province.
En 1948, Georges Hirsch, alors Administrateur de l'Opéra Garnier l'engage  dans la troupe de la RTLN. Il débute le 16 mai 1948 à l'Opéra Garnier dans le rôle de Mephistophélès de la Damnation de Faust . La même année (le 23 mai 1948) il débute également à  l'Opéra-Comique dans le rôle de Scarpia. Il restera dans cette troupe pendant plus de vingt années.
Durant sa longue carrière, il ne négligera jamais les théâtres de province et son nom restera très populaire chez les amateurs de l'Art Lyrique.
Attaché à sa ville natale il se retirera à Toulouse pour s'y éteindre en 1990.
La ville de Toulouse a souhaité l'honorer en donnant son nom à une rue.

## Carrière
Les productions auxquelles Pierre Savignol a participé de 1927 à 1968 sont les suivantes :

## Discographie
Intégrale
- Édouard Lalo : Roi d'Ys (le Roi), avec Janine Micheau, Rita Gorr, Henri Legay, Jean Borthayre, Jacques Mars, Serge Rallier. Direction musicale : André Cluytens - 1957 - FCX 683 - 685.
- Gioachino Rossini : le barbier de Séville (Basile), avec Françoise Louvay, André Mallabrera, Henri Guy. Direction musicale : Jésus Etcheverry - Véga Polaris (LP) - STL 90-005
- Georges Bizet : Ivan le Terrible (Temrouk), avec Janine Micheau, Henri Legay, Michel Sénéchal, Michel Roux. Direction musicale : Georges Tzipine - 1957 - EMI
- Léo Delibes : Lakmé (Nilakanta), avec Mado Robin, Charles Richard, Camille Maurane, Nadine Sautereau, Denise Monteil. Direction musicale : Jules Gressier - 1955. Réédité chez Malibran 2 CD MR 717
- Léo Delibes : Lakmé (Nilakanta), avec Denise Boursin, Alain Vanzo, Agnès Disney. Direction musicale : Pierre-Michel Le Conte - 1961 - réédité chez Malibran 2 CD CGRG 200

Extraits
- Les Grands Airs de baryton et de basse Avec Lucien Huberty, Robert Massard, René Bianco, Gabriel Bacquier, Gérard Serkoyan, Adrien Legros, Henri Médus - Vega, 1973 - Extraits de Thaïs.

## Hommages
- Une rue de Toulouse porte désormais son nom.

## Sources et références
- Stéphane Wolff, Un demi-siècle d'Opéra-Comique (1900-1950), éd. André Bonne, Paris, 1953
- Stéphane Wolff, L'Opéra au palais Garnier (1875-1962), L'Entracte, Paris, 1962 - Rééd. coll. Ressources, Champion-Slatkine, Genève, 1983  (ISBN 2-05-000214-9)
- Jean Gouret, Dictionnaire des chanteurs de l'Opéra de Paris - Les voix d'hommes, éd. Albatros, Paris 1982
- Renée Maheu, Raoul Jobin, éd. Belfond, 1983
- Georges Farret, Rita Gorr et Ernest Blanc, éd. Autres Temps, 2005
- Erik Baeck, André Cluytens, Itinéraire d'un chef d'orchestre, éd. Mardaga, 2009
- Programmes de l'Opéra Garnier, Opéra Comique

### Vidéo
- Documentaire : Ina "Toujours chanter"